# Benjamin West
Benjamin West PRA (Springfield, 10 de outubro de 1738 – Londres, 11 de março de 1820) foi um pintor anglo-americano de cenas históricas por volta da época da Guerra de Independência dos Estados Unidos.

## Carreira
West foi o primeiro pintor americano a ir à Europa ao viajar da Pensilvânia para Roma em 1760. O artista adorou seu papel de desbravador e sempre se orgulhou de ser originário do Novo Mundo, mesmo depois de ter se estabelecido em Londres, onde substituiu Reynolds como presidente da Academia Real Inglesa. Ele foi o segundo presidente da Academia, ficando no cargo entre 1792 e 1805 e depois de 1806 até 1820. Foi-lhe oferecido pela coroa um título de cavaleiro, porém ele recusou, acreditando que deveria em vez disso receber um pariato.
Sua obra mais famosa é A Morte do General Wolfe (1770), óleo sobre tela, que pertence ao acervo da Galeria Nacional do Canadá, em Ottawa. O quadro retrata a morte de Wolfe no cerco de Quebec, durante a guerra entre franceses e indígenas. A composição de West evoca um tema antigo e consagrado, a lamentação sobre o Cristo morto e cria uma imagem que expressa um fenômeno dos tempos modernos, a mudança da sujeição emocional à religião para o nacionalismo. Assim, a pintura do artista conquistou incontáveis seguidores no século XXI.
West morreu em sua casa em Newman Street, Londres, em 11 de março de 1820, e foi enterrado na Catedral de São Paulo.